# Кидры
Кидры (укр. Кідри) — село в Каноничской сельской общине Варашского района Ровненской области Украины.
До 2020 года входило во Владимирецкий район.
Население по переписи 2001 года составляло 1951 человек. Почтовый индекс — 34340. Телефонный код — 3634. Код КОАТУУ — 5620885401.